# World Doubles Championships 1982 - Doppio
Il doppio del torneo di tennis World Doubles Championships 1982, facente parte del WTA Tour 1982, ha avuto come vincitrici Martina Navrátilová e Pam Shriver che hanno battuto in finale Kathy Jordan e Anne Smith con il punteggio di 7–5, 6–3.

## Teste di serie
1. Martina Navrátilová /  Pam Shriver (Campionesse)
2. Kathy Jordan /  Anne Smith (finale)

1. Rosie Casals /  Wendy Turnbull (primo turno)
2. Sue Barker /  Ann Kiyomura (semifinali)

## Tabellone

### Legenda
| - Q = Qualificato - WC = Wild card - LL = Lucky loser | - ALT = Alternate - SE = Special Exempt - PR = Protected Ranking | - w/o = Walkover - r = Ritirato - d = Squalificato |

|  | Primo turno | Primo turno                  | Primo turno                  | Primo turno | Primo turno |  |  | Semifinali | Semifinali                 | Semifinali                 | Semifinali              | Semifinali              |   |   | Finale | Finale                    | Finale                    | Finale | Finale |  |
|  |             |                              |                              |             |             |  |  |            |                            |                            |                         |                         |   |   |        |                           |                           |        |        |  |
|  | 1           | M Navrátilová Pam Shriver    | M Navrátilová Pam Shriver    | 6           | 6           |  |  |            |                            |                            |                         |                         |   |   |        |                           |                           |        |        |  |
|  |             | Mary-Lou Piatek Wendy White  | Mary-Lou Piatek Wendy White  | 3           | 3           |  |  | 1          | M Navrátilová Pam Shriver  | 6                          | 3                       | 6                       |   |   |        |                           |                           |        |        |  |
|  | 4           | Sue Barker Ann Kiyomura      | Sue Barker Ann Kiyomura      | 7           | 6           |  |  | 4          | Sue Barker Ann Kiyomura    | 2                          | 6                       | 2                       |   |   |        |                           |                           |        |        |  |
|  |             | Billie Jean King Ilana Kloss | Billie Jean King Ilana Kloss | 5           | 1           |  |  |            |                            |                            |                         |                         |   |   | 1      | M Navrátilová Pam Shriver | M Navrátilová Pam Shriver | 7      | 6      |  |
|  |             | Leslie Allen Mima Jaušovec   | 2                            | 6           | 6           |  |  |            |                            | 2                          | Kathy Jordan Anne Smith | Kathy Jordan Anne Smith | 5 | 3 |        |                           |                           |        |        |  |
|  | 3           | Rosie Casals Wendy Turnbull  | 6                            | 4           | 4           |  |  |            | Leslie Allen Mima Jaušovec | Leslie Allen Mima Jaušovec | 3                       | 0                       |   |   |        |                           |                           |        |        |  |
|  | 2           | Kathy Jordan Anne Smith      | Kathy Jordan Anne Smith      | 6           | 6           |  |  | 2          | Kathy Jordan Anne Smith    | Kathy Jordan Anne Smith    | 6                       | 6                       |   |   |        |                           |                           |        |        |  |
|  |             | Barbara Potter Sharon Walsh  | Barbara Potter Sharon Walsh  | 4           | 3           |  |  |            |                            |                            |                         |                         |   |   |        |                           |                           |        |        |  |